# Jodegale
Jodegale (biał. Едагалі; ros. Едогали) – wieś na Białorusi, w obwodzie witebskim, w rejonie brasławskim, w sielsowiecie Opsa.

## Historia
W dwudziestoleciu międzywojennym wieś a następnie kolonia leżała w Polsce, w województwie nowogródzkim (od 1926 w województwie wileńskim), w powiecie brasławskim, w gminie Dryświaty.
Według Powszechnego Spisu Ludności z 1921 roku zamieszkiwało tu 89 osób, 51 było wyznania rzymskokatolickiego, 3 prawosławnego a 35 staroobrzędowego. Jednocześnie 51 mieszkańców zadeklarowało polską przynależność narodową, 35 białoruską a 3 rosyjską. Było tu 15 budynków mieszkalnych. W 1931 zamieszkiwało tu 88 osób w 13 budynkach.
Miejscowość należała do parafii rzymskokatolickiej i prawosławnej w Dryświatach. Podlegała pod Sąd Grodzki w m. Turmont i Okręgowy w Wilnie; właściwy urząd pocztowy mieścił się w Mieżanach.